# 1604
- Wikisource

| Calendário gregoriano                                                        | 1604 MDCIV                          |
| Ab urbe condita                                                              | 2357                                |
| Calendário arménio                                                           | 1053 – 1054                         |
| Calendário bahá'í                                                            | -240 – -239                         |
| Calendário budista                                                           | 2148                                |
| Calendário chinês                                                            | 4300 – 4301 Início a 31 de janeiro  |
| Calendário copta                                                             | 1320 – 1321                         |
| Calendário etíope                                                            | 1596 – 1597                         |
| Calendários hindus - Vikram Samvat - Calendário nacional indiano - Cáli Iuga | 1659 – 1660 1525 – 1526 4704 – 4705 |
| Calendário Holoceno                                                          | 11604                               |
| Calendário islâmico                                                          | 1013 – 1014                         |
| Calendário judaico                                                           | 5364 – 5365                         |
| Calendário persa                                                             | 982 – 983                           |
| Calendário rúnico                                                            | 1854                                |
| Calendário solar tailandês                                                   | 2147                                |

1604 (MDCIV, na numeração romana)  foi um ano bissexto do século XVII do actual Calendário Gregoriano, da Era de Cristo, e as suas letras dominicais foram D e C (53 semanas), teve  início a uma quinta-feira e terminou a uma sexta-feira.
| Ano completo                           |
| -------------------------------------- |
| Ano bissexto com início à quinta-feira |

## Nascimentos
- 10 de Março - Johann Rudolf Glauber, alquimista e químico alemão (m. 1670).
- 17 de Junho - João Maurício de Nassau, príncipe de Nassau-Siegen (m. 1679).
- 27 de Dezembro - Johannes Walaeus, médico e anatomista holandês, professor da Faculdade de Medicina da Universidade de Leiden (m. 1649).

## Mortes
- 3 de Março - Fausto Socino, teólogo italiano (n. 1539).
- 16 de Julho - Luis da Cruz, poeta, dramaturgo, jesuíta e humanista português (n. 1543).
- 08 de Outubro - Janus Dousa, O Velho, Johan van der Does, chefe de estado, poeta, e historiador flamengo (n. 1545).

## Epacta e idade da Lua
| Epacta gregoriana | 29      |
| Idade da Lua      | Letra N |